# Списак рудника у Русији
Овај списак рудника у Русији је допуна општем списку рудника, који представља неке од активних, затворених и перспективних рудника у земљи, при чему је листа организована према примарним минералним сировинама. Обухваћени су и каменоломи као рудници који експлоатишу камен, мермер и сличне сировине.

## Бентонит
- Рудник Љубљинскаја је велики рудник смештен на југу Русије у Новосибирској области. Представља највеће рудне резерве бентонита у Русији које се процењују на око 20,4 милиона тона. [1]

## Хром
- Аганозерскји рудник хрома
- Рудник хрома Шалозјерски

## Угаљ
- Рудник угља Љистванскаја
- Рудник Јубилејнаја

## Бакар
- Рудник Запаљарни је велики рудник бакра који се налази у центру Русије, са једним од највећих рудних резерви бакра у Русији и у свету, а  његове залихе се процењују на око 912,7 милиона тона руде са 0,62% бакра. [2]

## Дијаманти
- Рудник дијаманата Ривер Ибјељах
- Рудник дијаманата Интернацјаналнаја
- Мирњи ГОК
- Рудник Попигаи астроблем
- Рудник Зарњица

## Флуорит
- Рудник Јежитинскоје
- Рудник Гарсонуиска
- Рудник Калангјускои
- Рудник Преображенсквои
- Рудник Саланићнаја
- Рудник Суранскоји
- Рудник Вазнисјенка
- Рудник Јарославски

## Злато
- Рудник Албазина
- Рудник Калчумјен
- Рудник Низдењинка
- Рудник Пеоњир

## Графит
- Рудник Уљир један је од највећих рудника графита у Русији и свету. Рудник се налази на истоку земље и има процењене рудне резерве од око 10 милиона тона руде од 30% графита. [1]

## Гвожђе
- Рудник Абанаскоје
- Рудник Алдан
- Рудник Бакал
- Рудник Бакћарскои
- Рудник Биликитатскај
- Рудник Бирозоф
- Рудник Бирозовскаје
- Рудник Багдаи
- Рудник Ћара
- Рудник Дјесовскоји
- Рудник Јнашиминскоји
- Рудник Гар
- Рудник угља Горловски
- Рудник Горнаја Шорија
- Рудник Гусјевагароскоије
- Рудник Инскоје
- Рудник Итмаћискоје
- Рудник Карасукскоји
- Рудник Карејски Акатеш
- Рудник Кавакта
- Рудник Харловскаје
- Рудник Хаљзунскоје
- Рудник Корпанга
- Рудник Кастамукша
- Рудник Кузњецки Алатау
- Рудник Либидјински
- Рудник Михајловски
- Рудник Милканскаји
- Рудник Доњи-Ангарскоји
- Рудник Алкма
- Рудник Аљимпискаја
- Рудник Прајскољски
- Рудник Ширигеш
- Рудник Сопствена-Каћканарскоје
- Рудник Суко Балка
- Рудник Таринах
- Рудник Тјеискоји
- Рудник Тињир
- Рудник Тајожнаје
- Рудник Туруханскоје
- Рудник Таја
- Рудник Јакављовски
- Рудник Јужни Хинган

## Олово
- Рудник Халадњински
- Рудник Нејон-Талагојски
- Рудник Азјорни

## Манган
- Рудник Усинскај је рудник смештен на југу Русије, у области Кемерово Усинскај представља једну од највећих резерви мангана у Русији са процењеним резервама од 276,5 милиона тона руде мангана, са проценом од 19,1% метала мангана. [3]

## Молибден
- Рудник Агаскирска
- Рудник Багдаи
- Рудник Бугдаинскои
- Рудник Лобаш
- Рудник Митрикскоји
- Рудник Сорск
- Рудник Зхарцхикхински
- Рудник Зхирекен

## Никл
- Рудник Кун-Мањи

## Фосфати
- Рудник Тамтор

## Сребро
- Рудник Багдаи

## Уранијум
- Рудник Далматовскоје
- Рудник Шјагдинскоје
- Рудник Аловскаја

## Цинк
- Рудник Халодњински
- Рудник Нејон-Талагојски
- Рудник Азјорни